# If P&C Insurance
If P&C Insurance (dansk navn If Skadeforsikring) er Nordens største skadeforsikringsselskab med ca. 3,6 mio. kunder i Danmark, Norge, Sverige, Finland, Baltikum, og Rusland. If ejes af finske Sampo Group, og koncernen har ca. 7.900 ansatte, heraf godt 600 i Danmark.
Administrerende direktør og koncernchef siden 2019: Morten Thorsrud (f. 1971).

## Forretningsområder
If er inddelt i fire forretningsområder: Privat, Erhverv, Industri samt Baltikum & Rusland. Forretningsområdet Privat henvender sig til kunder i hele Norden; Erhverv henvender sig til små og mellemstore virksomheder, mens forretningsområdet Industri dækker virksomhedskunder med over 500 ansatte. Det baltiske/russiske forretningsområde dækker både privat- og erhvervskunder.

## Historie
1999: If bliver dannet ved sammenlægningen af svenske Skandias og norske Storebrands skadeforsikringsvirksomheder med det formål at etablere det førende skadeforsikringsselskab i Norden.
2001: If starter en filial i Finland med virksomhed i mindre målestok. Ifs forretningsområde Sø & Energi overgår i løbet af sommeren til at blive administreret af Gard Services, hvilket ejes af If og den norske Assuranceforening Gard P&I.
2002: I februar bliver Torbjörn Magnusson udpeget til administrerende direktør og koncernchef. I september slår årets forholdsregler om lønsomhed igennem på resultatet og If kan præsentere et overskud i forsikringsvirksomheden for årets første ni måneder.
2003: Forretningsområdet Sø & Energi er afviklet til Gard Marine & Energy. Gennem salget forbedrer If sin forretning og reducerer i høj grad risikoeksponeringen mod Sø- og Energisegmentet.
2004: Den 6. maj køber Sampo Skandias, Skandia Livs og Storebrands aktier i If. Den 5 oktober 2004 køber Sampo også Varmas aktier i If. Det indebærer, at If nu ejes 100 % af Sampo.
2006: If får tilladelse til at drive skadeforsikringsvirksomhed i Rusland.
2008: If køber det russiske forsikringsselskab SOAO Region. Dermed etablerer If sig på privatmarkedet i Rusland, især indenfor motorforsikring.